# 楊招
楊招（?—1692年），字明遠。
其父楊補工詩畫。杨招少以诗受知千錢謙益，終生不事舉業。好作詩，有诗千五百首，編成《怀古堂诗选）12卷。錢牧齋评价：“高才盛年，遁迹自引，蔬布不厌，妻子冻馁，长歌短咏，矢诗遂歌，声满天地，响振林木”。